# 尔朱新兴
尔朱新兴（？—？），北秀容（今山西省忻州市忻府区）人，北魏官员，尔朱荣的父亲。

## 生平
尔朱新兴在太和年间继任为领民酋长，家族世代强盛有权势，财物丰盈。尔朱新兴有一次在马群中见到一条白蛇，头上有两个角，游走到马前，尔朱新兴很奇怪，对蛇说：“你如果有神奇，就让我的畜牧兴旺繁殖。”自此以后，尔朱新兴的畜群日益繁盛，牛羊驼马以颜色分群，以山谷来计算牲口数量。朝廷每次有征战，尔朱新兴都进献自己的私人马匹，并配备物资粮草，以助军需。魏孝文帝元宏嘉奖尔朱新兴，任命他为右将军、光禄大夫。北魏迁都洛阳后，特别允许尔朱新兴冬季来京城朝见，夏季回归部落。尔朱新兴每次入朝，诸位王公大臣竞相向他赠送珍惜物品，尔朱新兴也以名贵的马匹回赠。尔朱新兴后转任散骑常侍、平北将军、秀容第一领民酋长。每年春季和秋季时，尔朱新兴总是和妻子儿女在河川和湖沼上检阅畜牧，以射猎为娱乐。魏孝明帝元诩时期，尔朱新兴因为年老请求将梁郡公的爵位传给儿子尔朱荣，朝廷答应了。正光年间，尔朱新兴去世，虚岁七十四，朝廷赠予散骑常侍、平北将军、恒州刺史、谥号简。魏孝庄帝元子攸初年，赠予尔朱新兴假黄钺、侍中、太师、相国、西河郡王。

## 其他
秀容地界有三处池水，在高山之上，池水清冽深不可测，相传名字叫做祁连池，鲜卑语的意思是天池。尔朱新兴曾与尔朱荣在祁连池上游玩，忽然听见萧鼓之音，尔朱新兴对尔朱荣说：“根据古老的传说，凡是听到这种声音的人都会做到三公宰辅。我如今年届衰暮，应当是你了，你要好自为之。”

## 家庭

### 曾祖
- 尔朱羽健，北魏散骑常侍、领民酋长

### 祖父
- 尔朱郁德，北魏领民酋长

### 父亲
- 尔朱代勤，北魏代理宁南将军、肆州刺史、领民酋长、梁郡莊公

### 子女
- 尔朱荣，北魏使持节、侍中、都督河北诸军事、天柱大将军、大丞相、太师、领左右、兼录尚书、北道大行台、晋武王
- 尔朱氏，嫁东魏骠骑大将军、仪同三司、洛州刺史、济北郡公穆建